# モールス符号

「S̅O̅S̅」のモールス符号

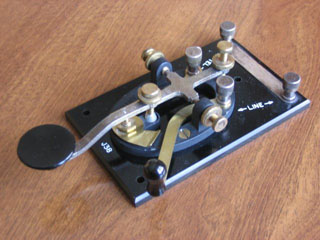
モールス符号を打つための電鍵

モールス符号（モールスふごう、英語: Morse code）は、電信などで用いられている可変長符号化された文字コード。モールス符号を使った信号はモールス信号と呼ばれる。

## 概要
短点（・）と長点（－）を組み合わせて文字を表現する。表現する文字種の違いにより、複数の規格がある。

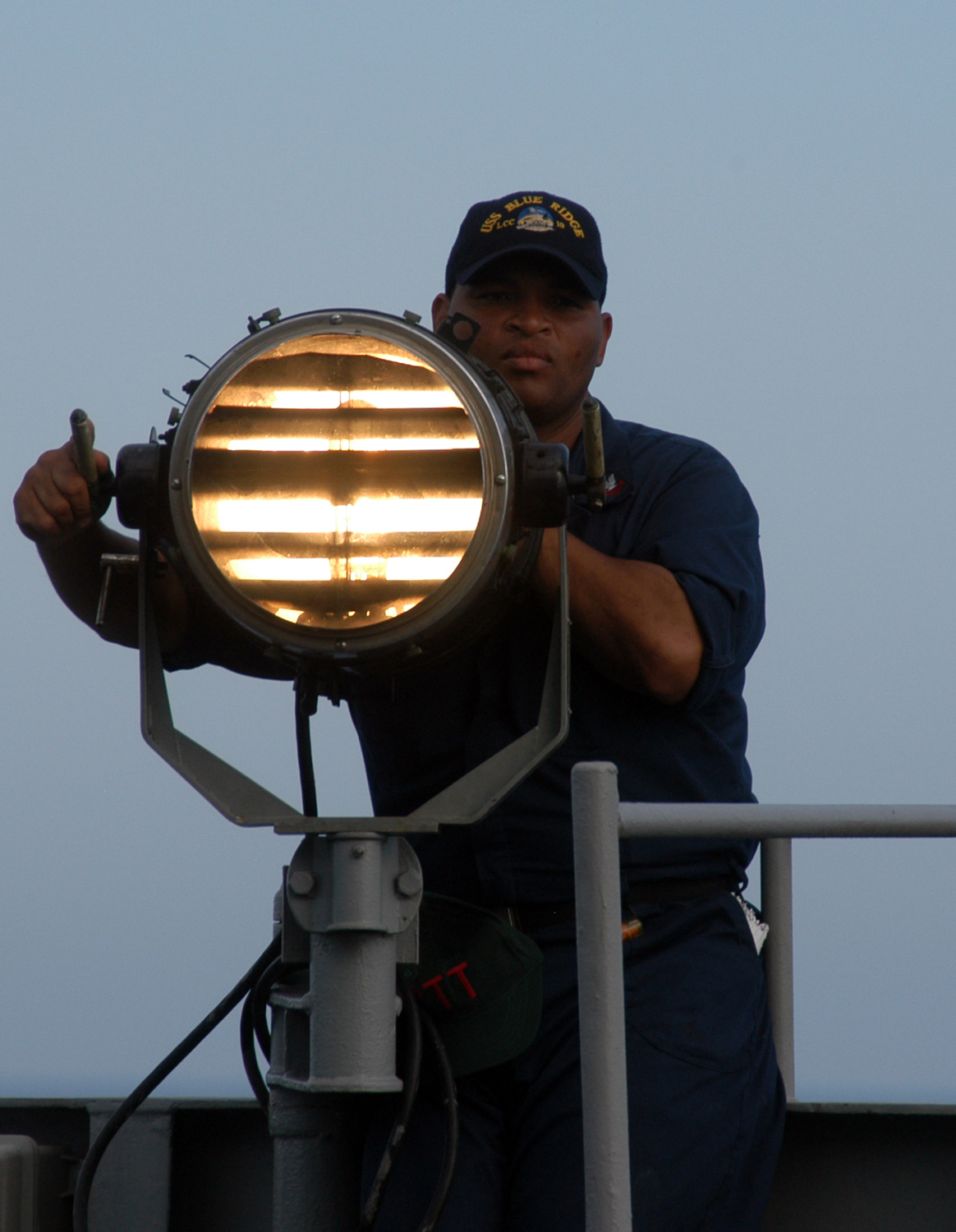
ブルー・リッジの艦上で回光通信機を用いてモールス通信を行う乗組員

国際電気通信連合(ITU)は、国際電気通信連合憲章に規定する無線通信規則（RR:Radio Regulations）に対する勧告（Recommendation）に欧文符号を定義している。
日本では、総務省令無線局運用規則別表第1号に和文と欧文の符号が定められ、総合無線通信士は、無線従事者国家試験において和文および欧文の送受信の、国内電信級陸上特殊無線技士は、国家試験および養成課程修了試験において、和文の送受信の電気通信術の実技試験があり、また第一級・第二級・第三級アマチュア無線技士では、国家試験および修了試験の法規において、モールス符号に関する知識が問われる。
日本語では短点を「トン」あるいは「ト」、長点を「ツー」と表現することが多い。モールス符号を俗に「トンツー」とも呼ぶ。
電信以外にも音響や発光信号でも用られる。回光通信機や信号灯は船舶で広く使用されている。

## 歴史
アメリカ合衆国の発明家サミュエル・フィンレイ・ブリース・モールスは、1837年9月4日にニューヨーク大学で、まずは現在のものと全く異なった符号で電信実験を行った。次にジョセフ・ヘンリー（プリンストン大学教授）の指導との協力の下で改良した符号と電信機に関する特許を1840年6月20日に取得した。さらに改良した符号を使って1844年5月24日にはデモンストレーションを行い、ワシントン（のB&O Mount Clare Station）からボルチモアへ向けて “What Hath God Wrought” と送信することに成功した。
1849年にフリードリヒ・クレメンズ・ゲールケが改良した符号をもとにしたものが、ドイツ＝オーストリア電信連合の1851年10月ウィーン会議で結ばれた条約により標準規格とされた。その後、1868年7月にウィーンで開催されたUTI（フランス語: Union Télégraphique Internationale、万国電信連合、ITUの前身の一つ）において国際規格として承認され、現在のものの原型となった。

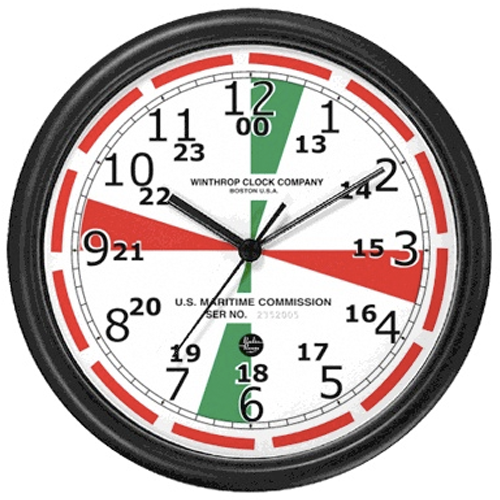
船舶の無線室に備えられていた時計。毎時0・15・30・45分から3分間の間に色が塗られているが、これは聴守態勢をとらねばならない時間帯（沈黙時間）を表している。画像はアメリカ製の物。日本製の物は緑の部分が青になっている

陸上同士の通信においては、20世紀前半まで電報などの文字通信で多く使われた。
1920年代あたりからテレタイプ端末による電信・1930年代からテレックス・1980年代からファクシミリ・1990年代後半から電子メールなど他のデジタル通信方式の発達により次第に使われなくなった。
一方、遠洋航海の船舶間、または船舶と陸上との通信においては、通常の通信から万一の際の遭難信号（SOS）まで、長い間中波および短波を使ったモールス通信が行われ、映画などで船舶内の無線室でモールス通信を行うシーンも良く出ていた。
通信衛星の登場によって短波によるモールス通信は縮小し、非常用の通信手段としても国際海事機関(IMO)の決定により、国際的な船舶安全通信がGMDSSに1999年2月に完全に移行したため、モールス通信は基本的に使われなくなった。 日本では、1996年に海上保安庁がまた1999年までにNTTグループやKDD（現KDDI）もモールス符号を用いた通信業務を停止した。残るのは、一部の漁業無線（遠洋漁業）・自衛隊の一部の通信・アマチュア無線である。
以上のように双方向の通信に用いられることは稀になったが、同報通信における識別信号の送信にはいまだに利用される。 航空無線航行用のDME、ILS、VOR、NDB（無線局の種別は無線航行陸上局又は無線標識局）はモールス符号により標識符号を送信するものと、短波を用いて海洋観測をする海洋レーダー（無線標定陸上局）はモールス符号により呼出符号を送信するものとされる。 JJY（標準周波数局）も呼出符号の送信はモールス符号による。 実験試験局でも電気通信大学のHFD観測用実験試験局JG2XAなどがある。
電気通信術の訓練は、陸上自衛隊通信学校や海上自衛隊第1術科学校、水産高等学校で行われている。趣味などで簡易に習得をするには合調法（語呂合わせ）がある。

## 初期の送受信機
モールスの送信機は、機械式スイッチ（電鍵）の接点を手動で開閉するものであった。紙テープを事前に穿孔してそれにより接点を開閉する方式の自動送信機を1846年にベインが発明した。1866年からイギリスのチャールズ・ホイートストンが製作した自動送信機が広く使われた。
受信機としては、1837年にトミーが発明した、紙テープに電磁石で動かした針の圧力で刻むエンボッシング方式が最初に使われたが、紙の巻き取りなどで鮮明でなくなり判読に苦労するものであった。1854年にトーマス・ジョンがインクで印を付ける方式を考案した。また1860年代には、紙テープを動かして固定したペンに接触させたり離したりする方式に改良された。
この印字機を用いてモールス符号を視覚化しそれを文字に直す方法は、通信量が多くなると対応が難しくなる。 機械式継電器（音響器）の音で符号を判別する音響受信は最初禁止されていたが、同時筆記が可能で高速通信が行えるので、後には広く行われるようになった。

## 有線と無線の通信方法
20世紀初頭に、電波を断続してモールス符号を送受する無線電信が実用化された。 有線電信と比較すると、送信のための電鍵操作は基本的に同一であるが、受信の方法は両者で異なる。
有線電信では、音響器を用いた聴覚による受信方法が基本である。 電流が流れ始めた時と断たれた時に衝撃音が発せられるので、これの音調と間隔により短点と長点を判別する。なお ｢CQ｣ は無線以前から使われている。
無線電信においても（最初期以外は）聴覚受信が行われてきたが、短点と長点は持続音で表現され有線電信のカタカタ音とは異なる。 そのため有線と無線の通信士では訓練課程も異なることが多く、どちらか片方の操作だけに従事するのが普通だったが、有線モールスの後期においては電信信号でブザー（持続音）を鳴らすことにより、無線通信士も従事できるようになった。また有線通信士をこのブザー通信に習熟させ、無線通信士に転換することも行われたようである。軍事通信では有線と無線が混在する場合が多く、特に地上戦では通信兵はどちらも操作できる必要があった。
ブザーのほかに、低周波発振器を直流電信信号で制御する機器もある（実例：「日本陸軍 九五式電信機」）。
無線のモールス通信には混信や雑音もあり、信号だけが受信できる場合は稀であるが、SN比が1未満、つまり信号強度のほうが小さい場合も、熟練者なら目的の信号音を聞き分けられる。無線電話やデータ通信は到底行えないような通信環境でも、最低限の情報交換が可能であり、モールス通信が21世紀の今日でも使われるのは、これが理由である。

## 符号化方式
国際モールス符号は短点（・）と長点（－）を組み合わせて、アルファベット・数字・記号を表現する。長点1つは短点3つ分の長さに相当し、各点の間は短点1つ分の間隔をあける。また、文字間隔は短点3つ分、語間隔は短点7つ分あけて区別する。
策定については、標準的な英文におけるアルファベットの出現頻度に応じて符号化されており、よく出現する文字ほど短い符号で表示される。例を挙げると、Eは（・）、Tは（－）とそれぞれ1符号と最短である。逆に使用頻度が少ないと思われるQは（－－・－）、Jは（・－－－）と長い符号が制定されている。
これに対して、和文のモールス符号では出現頻度がまったく考慮されておらず、通信効率に劣ったものとなっている。和文モールス符号で（・）と（－）が意味するのはそれぞれ「ヘ」と「ム」である。国際モールス符号ではなく、DÖTVのモールス符号（1854年4月版）を基にイロハを当てはめている。
通信速度の表記には、字/分のほか、短点50個分（1ワード）の1分間当たりの出現回数WPM（words per minute）が用いられる。短点50個の基準として「PARIS」の符号を用いることからPARIS速度とも呼ばれる。例えば10WPMは50字/分に相当する。符号の速度が同じであっても、英語の平文では出現頻度の多い文字ほど符号が短いため、実際の文字数は多くなることがある。

## 欧文モールス符号

### アルファベット
| 文字 | 符号     | 信号音  | 文字 | 符号     | 信号音  |
| ---- | -------- | ------- | ---- | -------- | ------- |
| A    | ・－     | Aの符号 | N    | －・     | Nの符号 |
| B    | －・・・ | Bの符号 | O    | －－－   | Oの符号 |
| C    | －・－・ | Cの符号 | P    | ・－－・ | Pの符号 |
| D    | －・・   | Dの符号 | Q    | －－・－ | Qの符号 |
| E    | ・       | Eの符号 | R    | ・－・   | Rの符号 |
| F    | ・・－・ | Fの符号 | S    | ・・・   | Sの符号 |
| G    | －－・   | Gの符号 | T    | －       | Tの符号 |
| H    | ・・・・ | Hの符号 | U    | ・・－   | Uの符号 |
| I    | ・・     | Iの符号 | V    | ・・・－ | Vの符号 |
| J    | ・－－－ | Jの符号 | W    | ・－－   | Wの符号 |
| K    | －・－   | Kの符号 | X    | －・・－ | Xの符号 |
| L    | ・－・・ | Lの符号 | Y    | －・－－ | Yの符号 |
| M    | －－     | Mの符号 | Z    | －－・・ | Zの符号 |

### 数字
| 文字 | 符号       | 信号音  |
| ---- | ---------- | ------- |
| 1    | ・－－－－ | 1の符号 |
| 2    | ・・－－－ | 2の符号 |
| 3    | ・・・－－ | 3の符号 |
| 4    | ・・・・－ | 4の符号 |
| 5    | ・・・・・ | 5の符号 |
| 6    | －・・・・ | 6の符号 |
| 7    | －－・・・ | 7の符号 |
| 8    | －－－・・ | 8の符号 |
| 9    | －－－－・ | 9の符号 |
| 0    | －－－－－ | 0の符号 |

### 数字の略体
| 文字 | 符号                | 信号音  |
| ---- | ------------------- | ------- |
| 1    | ・－（Aと同じ）     | 1の略体 |
| 2    | ・・－（Uと同じ）   | 2の略体 |
| 3    | ・・・－（Vと同じ） | 3の略体 |
| 4    | ・・・・－          | 4の符号 |
| 5    | ・・・・・          | 5の符号 |
| 6    | －・・・・          | 6の符号 |
| 7    | －・・・（Bと同じ） | 7の略体 |
| 8    | －・・（Dと同じ）   | 8の略体 |
| 9    | －・（Nと同じ）     | 9の略体 |
| 0    | －（Tと同じ）       | 0の略体 |

### 主な記号
| 文字                           | 符号                  |
| ------------------------------ | --------------------- |
| ピリオド"."                    | ・－・－・－          |
| コンマ","                      | －－・・－－          |
| コロン":"                      | －－－・・・          |
| 疑問符"?"                      | ・・－－・・          |
| アンダースコア"_"              | ・・－－・－          |
| プラス"+"                      | ・－・－・            |
| ハイフン"-"                    | －・・・・－          |
| 乗算"×"                        | －・・－              |
| べき乗"^"                      | ・・・・・・          |
| 斜線"/"                        | －・・－・            |
| アットマーク"@"                | ・－－・－・          |
| 左括弧"("                      | －・－－・            |
| 右括弧")"                      | －・－－・－          |
| ダブルクォーテーション""       | ・－・・－・          |
| アポストロフィ"'"              | ・－－－－・          |
| 抑音符"`"                      |                       |
| 訂正 ※「HH」と表現される       | ・・・・・・・・      |
| 送信開始 ※「BT」と表現される   | －・・・－（=と同じ） |
| 送信終了 ※「AR」と表現される   | ・－・－・（+と同じ） |
| 通信の終了 ※「VA」と表現される | ・・・－・－          |
| 送信要求                       | －・－（Kと同じ）     |
| 待機要求 ※「AS」と表現される   | ・－・・・            |
| 了解                           | ・・・－・            |

アットマーク記号@は、2004年（平成16年）制定。

### 主な“ダイアクリティカルマーク”付きアルファベットなど
ダイアクリティカルマークとは字上符のこと。
| 文字         | 符号           |
| ------------ | -------------- |
| Ä、Æ またはĄ | ・－・－       |
| ÀまたはÅ     | ・－－・－     |
| Ç、ĈまたはĆ  | －・－・・     |
| Č            | ・－－・       |
| Ch、ŠまたはĤ | －－－－       |
| Ð            | ・・－－・     |
| ÈまたはŁ     | ・－・・－     |
| É、ĐまたはĘ  | ・・－・・     |
| Ĝ            | －－・－・     |
| Ĥ（旧式）    | －・－－・     |
| Ĵ            | ・－－－・     |
| ÑまたはŃ     | －－・－－     |
| Ö、ØまたはÓ  | －－－・       |
| Ś            | ・・・－・・・ |
| Ŝ            | ・・・－・     |
| ß            | ・・・－－・・ |
| Þ            | ・－－・・     |
| ÜまたはŬ     | ・・－－       |
| Ź            | －－・・－・   |
| Ž            | ・－－         |
| Ż            | －－・・－     |

## 和文モールス符号

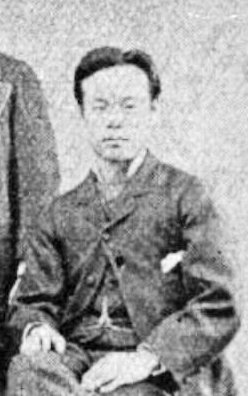
吉田正秀（1850年生、旧幕臣）。日本最初期の電信技術者。逓信省電務局長

和文モールス符号としては、現行のものの前に1855年（安政2年）にオランダ人が考案したものと、1869年（明治2年）に子安峻が考案したものがある。
現行の和文モールス符号は1873年（明治6年）に吉田正秀と寺崎遜らが考案したものが基になっている。
吉田らは、当時最新の国際モールス符号（1868年7月21日制定）を入手しておらず、DÖTVのモールス符号の1854年4月1日版にイロハ・・・ケフコを割り当てている。
その後、1885年（明治18年）7月1日に濁点とルの符号の入れ換え及びヰオヱの追加、1893年（明治26年）7月15日に長音記号「ー」を追加し、ほぼ現在の符号体系が出来上がった。

### 現行の和文モールス符号

#### イロハ
いろは順に欧文モールス符号を当てたものが基本となっている。
拗音および促音については規定されておらず、通常の文字として表現する。例：「ヒャッカジテン」は「ヒヤツカシ゛テン」と送信する。
| 文字 | 符号       | DÖTV |          | 文字       | 符号 | DÖTV |
| イ   | ・－       | A    | ノ       | ・・－－   | Ü    |      |
| ロ   | ・－・－   | Ä    | オ       | ・－・・・ |      |      |
| ハ   | －・・・   | B    | ク       | ・・・－   | V    |      |
| ニ   | －・－・   | C    | ヤ       | ・－－     | W    |      |
| ホ   | －・・     | D    | マ       | －・・－   | X    |      |
| ヘ   | ・         | E    | ケ       | －・－－   | Y    |      |
| ト   | ・・－・・ | É    | フ       | －－・・   | Z    |      |
| チ   | ・・－・   | F    | コ       | －－－－   | CH   |      |
| リ   | －－・     | G    | エ       | －・－－－ |      |      |
| ヌ   | ・・・・   | H    | テ       | ・－・－－ |      |      |
| ル   | －・－－・ |      | ア       | －－・－－ |      |      |
| ヲ   | ・－－－   | J    | サ       | －・－・－ |      |      |
| ワ   | －・－     | K    | キ       | －・－・・ |      |      |
| カ   | ・－・・   | L    | ユ       | －・・－－ |      |      |
| ヨ   | －－       | M    | メ       | －・・・－ |      |      |
| タ   | －・       | N    | ミ       | ・・－・－ |      |      |
| レ   | －－－     | O    | シ       | －－・－・ |      |      |
| ソ   | －－－・   | Ö    | ヱ       | ・－－・・ |      |      |
| ツ   | ・－－・   | P    | ヒ       | －－・・－ |      |      |
| ネ   | －－・－   | Q    | モ       | －・・－・ |      |      |
| ナ   | ・－・     | R    | セ       | ・－－－・ |      |      |
| ラ   | ・・・     | S    | ス       | －－－・－ |      |      |
| ム   | －         | T    | ン       | ・－・－・ |      |      |
| ウ   | ・・－     | U    | ゛濁点   | ・・       | I    |      |
| ヰ   | ・－・・－ |      | ゜半濁点 | ・・－－・ |      |      |

備考：DÖTV欄を見ると、国際モールス符号ではなくDÖTVのモールス符号を基にしているため、ロに・－・－が割り当てられている事や、濁点とルの符号の入れ換えが有ったこと、ヰオが後から追加された事などが分かる。

#### 数字
欧文モールス符号と同じ信号である。

#### 記号
| 文字                             | 符号         |
| -------------------------------- | ------------ |
| 長音「ー」                       | ・－－・－   |
| 区切点 「、」                    | ・－・－・－ |
| 段落「」                         | ・－・－・・ |
| 下向き括弧「（」                 | －・－－・－ |
| 上向き括弧「 ）」                | ・－・・－・ |
| 本文 ※「ホレ」と表現される       | －・・－－－ |
| 訂正・終了 ※「ラタ」と表現される | ・・・－・   |

備考：和文モールス符号でアルファベットを打つには、その部分を括弧（）で括る。

### 1855年の和文モールス符号
オランダ人が考案したもので、安政2年7月2日（1855年8月14日）、御浜御殿（現在の浜離宮）で、海岸御茶屋と松の御茶屋間をケーブルで結び、将軍徳川家定の前で勝麟太郎（勝海舟）と小田又蔵が通信実験を披露。通信内容は、テンチワゴウ（天地和合）、ツルカメ（鶴亀）、ワカノウラ（和歌の浦）、ウメマツタケ（梅松竹）、コンニチブジ（今日無事）、スミダガワ（隅田川）、バンゼイラク（万歳楽）の7語であった。
| 文字 | 符号         | 文字 | 符号           | 文字 | 符号             | 文字 | 符号               | 文字 | 符号                 |
| ---- | ------------ | ---- | -------------- | ---- | ---------------- | ---- | ------------------ | ---- | -------------------- |
| イ   | ・           | チ   | －－－         | ツ   | ・－－・・・・   | フ   | ・・－－・・・     | メ   | ・・・－－・・       |
| ロ   | ・・         | リ   | －－－・       | ヅ   | ・－－－         | ブ   | ・・－－・・・・   | ミ   | ・・・－－・・・     |
| ハ   | ・・・       | ヌ   | －－－・・     | ネ   | ・－－－・       | プ   | ・・－－－         | シ   | ・・・－－・・・・   |
| バ   | ・・・・     | ル   | －－－・・・   | ナ   | ・－－－・・     | コ   | ・・－－－・       | ジ   | ・・・－－－         |
| パ   | －           | ヲ   | －－－・・・・ | ラ   | ・－－－・・・   | ゴ   | ・・－－－・・     | ヒ   | ・・・－－－・       |
| ニ   | －・         | ワ   | ・－           | ム   | ・－－－・・・・ | エ   | ・・－－－・・・   | ビ   | ・・・－－－・・     |
| ホ   | －・・       | カ   | ・－・         | ウ   | ・・－           | テ   | ・・－－－・・・・ | ピ   | ・・・－－－・・・   |
| ボ   | －・・・     | ガ   | ・－・・       | ノ   | ・・－・         | デ   | ・・・－           | モ   | ・・・－－－・・・・ |
| ポ   | －・・・・   | ヨ   | ・－・・・     | ク   | ・・－・・       | ア   | ・・・－・         | セ   | ・・・－・－         |
| ヘ   | －－         | タ   | ・－・・・・   | グ   | ・・－・・・     | サ   | ・・・－・・       | ゼ   | ・・・－・－・       |
| ベ   | －－・       | ダ   | ・－－         | ヤ   | ・・－・・・・   | ザ   | ・・・－・・・     | ス   | ・・・－・－・・     |
| ペ   | －－・・     | レ   | ・－－・       | マ   | ・・－－         | キ   | ・・・－・・・・   | ン   | ・・・－・－・・・   |
| ト   | －－・・・   | ソ   | ・－－・・     | ケ   | ・・－－・       | ギ   | ・・・－－         | ー   | ・・・－・－・・・・ |
| ド   | －－・・・・ | ゾ   | ・－－・・・   | ゲ   | ・・－－・・     | ユ   | ・・・－－・       |      |                      |

### 1869年の和文モールス符号
外務省大訳官の子安峻が考案したもの。明治3年10月、天覧での通信実験が行われた。
| 文字 | 符号         | 文字 | 符号             | 文字 | 符号               | 文字 | 符号             | 文字 | 符号                 |
| ---- | ------------ | ---- | ---------------- | ---- | ------------------ | ---- | ---------------- | ---- | -------------------- |
| ア   | －           | サ   | ・・－           | ナ   | ・・・・－         | マ   | ・－－           | ラ   | ・・・－－           |
| イ   | －・         | シ   | ・・－・         | ニ   | ・・・・－・       | ミ   | ・－－・         | リ   | ・・・－－・         |
| ウ   | －・・       | ス   | ・・－・・       | ヌ   | ・・・・－・・     | ム   | ・－－・・       | ル   | ・・・－－・・       |
| エ   | －・・・     | セ   | ・・－・・・     | ネ   | ・・・・－・・・   | メ   | ・－－・・・     | レ   | ・・・－－・・・     |
| オ   | －・・・・   | ソ   | ・・－・・・・   | ノ   | ・・・・－・・・・ | モ   | ・－－・・・・   | ロ   | ・・・－－・・・・   |
| カ   | ・－         | タ   | ・・・－         | ハ   | －－               | ヤ   | ・・－－         | ワ   | ・・・・－－         |
| キ   | ・－・       | チ   | ・・・－・       | ヒ   | －－・             | イ   | ・・－－・       | ヰ   | ・・・・－－・       |
| ク   | ・－・・     | ツ   | ・・・－・・     | フ   | －－・・           | ユ   | ・・－－・・     | ウ   | ・・・・－－・・     |
| ケ   | ・－・・・   | テ   | ・・・－・・・   | ヘ   | －－・・・         | エ   | ・・－－・・・   | ヱ   | ・・・・－－・・・   |
| コ   | ・－・・・・ | ト   | ・・・－・・・・ | ホ   | －－・・・・       | ヨ   | ・・－－・・・・ | ヲ   | ・・・・－－・・・・ |

## 欧文・和文以外のモールス符号
欧文（ラテン文字ベースの国際欧文モールス符号）・和文モールス符号以外の他言語用の電信符号については、主に下記のバリエーションがある。

### ギリシア語
ギリシア語のモールス符号は欧文モールス符号と非常に似ている。ギリシア文字「Χ」を追加し、ラテン文字の「J、U、V」を使用していない。二重母音符号については旧符号表には表記されるが、実際の通信に使用されることは無く、2つの母音文字を送信する。
| ギリシャ文字 | ラテン文字 | 符号       | ギリシャ文字 | ラテン文字 | 符号     | ギリシャ文字 | ラテン文字 | 符号     |
| ------------ | ---------- | ---------- | ------------ | ---------- | -------- | ------------ | ---------- | -------- |
| Α            | A          | ・－       | Ι            | I          | ・・     | Ρ            | R          | ・－・   |
| Β            | B          | －・・・   | Κ            | K          | －・－   | Σ            | S          | ・・・   |
| Γ            | G          | －－・     | Λ            | L          | ・－・・ | Τ            | T          | －       |
| Δ            | D          | －・・     | Μ            | M          | －－     | Υ            | Y          | －・－－ |
| Ε            | E          | ・         | Ν            | N          | －・     | Φ            | F          | ・・－・ |
| Ζ            | Z          | －－・・   | Ξ            | X          | －・・－ | Χ            | CH         | －－－－ |
| Η            | H          | ・・・・   | Ο            | O          | －－－   | Ψ            | Q          | －－・－ |
| Θ            | C          | －・－・   | Π            | P          | ・－－・ | Ω            | W          | ・－－   |
| 二重母音     |            |            |              |            |          |              |            |          |
| HY           | V          | ・・・－   | YI           | J          | ・－－－ | OY           | U          | ・・－   |
| OI           | 8          | －－－・・ | EI           | S          | ・・・   | AI           | Ä          | ・－・－ |
| AY           | Ü          | ・・－－   | EY           | Ö          | －－－・ |              |            |          |

### キリル文字
キリル文字は欧文の近似発音の符号を当てている（例えば、Б≡B、В≡W（ドイツ語発音）、Г≡G、Д≡Dなど）。ラテン文字にないものについては他の文字を当てる（Щ≡Q）。後にKOI8-Rなどの文字コードを作成した際にこの考え方が採用された。
| キリル文字 | ラテン文字 | 符号     | キリル文字 | ラテン文字 | 符号     | キリル文字 | ラテン文字 | 符号       |
| ---------- | ---------- | -------- | ---------- | ---------- | -------- | ---------- | ---------- | ---------- |
| А          | A          | ・－     | Л          | L          | ・－・・ | Х          | H          | ・・・・   |
| Б          | B          | －・・・ | М          | M          | －－     | Ц          | C          | －・－・   |
| В          | W          | ・－－   | Н          | N          | －・     | Ч          | Ö          | －－－・   |
| Г、Ѓ、Ґ    | G          | －－・   | О、Ӧ       | O          | －－－   | Ш          | CH         | －－－－   |
| Д          | D          | －・・   | П          | P          | ・－－・ | Щ、Ў       | Q          | －－・－   |
| Е、Ё       | E          | ・       | Р          | R          | ・－・   | Ъ、Ь       | X          | －・・－   |
| Ж          | V          | ・・・－ | С          | S          | ・・・   | Ы、Ь       | Y          | －・－－   |
| З          | Z          | －－・・ | Т          | T          | －       | Э (Є)      | É          | ・・－・・ |
| И (І)      | I          | ・・     | У          | U          | ・・－   | Ю          | Ü          | ・・－－   |
| Й、Ј       | J          | ・－－－ | Ф          | F          | ・・－・ | Я          | Ä          | ・－・－   |
| К、Ќ       | K          | －・－   |            |            |          | Ђ          |            | －・・－－ |
|            |            |          |            |            |          | Ѕ          |            |            |
|            |            |          |            |            |          | Ї、Љ       | Ĵ          | ・－－－・ |
|            |            |          |            |            |          | Њ          |            | －－・－－ |
|            |            |          |            |            |          | Ӧ          |            |            |
|            |            |          |            |            |          | Ћ          | Ç          | －・－・・ |
|            |            |          |            |            |          | Ѣ          |            |            |

### ヘブライ語
ヘブライ語でも欧文の近似発音の符号を当てている（例：" ב≡B）。但し一部の文字では形が似た欧文文字を当てたものもある（ט ≡U）。
| ヘブライ文字 | ラテン文字 | 符号     | ヘブライ文字 | ラテン文字 | 符号     |
| ------------ | ---------- | -------- | ------------ | ---------- | -------- |
| א            | A          | ・－     | ל            | L          | ・－・・ |
| ב            | B          | －・・・ | מ            | M          | －－     |
| ג            | G          | －－・   | נ            | N          | －・     |
| ד            | D          | －・・   | ס            | C          | －・－・ |
| ה            | O          | －－－   | ע            | J          | ・－－－ |
| ו            | E          | ・       | פ            | P          | ・－－・ |
| ז            | Z          | －－・・ | צ            | W          | ・－－   |
| ח            | H          | ・・・・ | ק            | Q          | －－・－ |
| ט            | U          | ・・－   | ר            | R          | ・－・   |
| י            | I          | ・・     | ש            | S          | ・・・   |
| כ            | K          | －・－   | ת            | T          | －       |

### アラビア文字
| アラビア文字 | ラテン文字 | 符号     | アラビア文字 | ラテン文字 | 符号     | アラビア文字 | ラテン文字 | 符号     | アラビア文字 | ラテン文字 | 符号       | アラビア文字 | ラテン文字 | 符号 |
| ------------ | ---------- | -------- | ------------ | ---------- | -------- | ------------ | ---------- | -------- | ------------ | ---------- | ---------- | ------------ | ---------- | ---- |
| ا            | A          | ・－     | د            | D          | －・・   | ض            | V          | ・・・－ | ك            | K          | －・－     | ﺀ            | E          | ・   |
| ب            | B          | －・・・ | ذ            | Z          | －－・・ | ط            | U          | ・・－   | ل            | L          | ・－・・   |              |            |      |
| ت            | T          | －       | ر            | R          | ・－・   | ظ            | Y          | －・－－ | م            | M          | －－       |              |            |      |
| ث            | C          | －・－・ | ز            | Ö          | －－－・ | ع            | Ä          | ・－・－ | ن            | N          | －・       |              |            |      |
| ج            | J          | ・－－－ | س            | S          | ・・・   | غ            | G          | －－・   | ه            | É          | ・・－・・ |              |            |      |
| ح            | H          | ・・・・ | ش            | SH         | －－－－ | ف            | F          | ・・－・ | و            | W          | ・－－     |              |            |      |
| خ            | O          | －－－   | ص            | X          | －・・－ | ق            | Q          | －－・－ | ي            | I          | ・・       |              |            |      |

### ペルシア語
| ペルシア文字 | ラテン文字 | 符号     | ペルシア文字 | ラテン文字 | 符号     | ペルシア文字 | ラテン文字 | 符号         | ペルシア文字 | ラテン文字 | 符号     |
| ------------ | ---------- | -------- | ------------ | ---------- | -------- | ------------ | ---------- | ------------ | ------------ | ---------- | -------- |
| ا            | A          | ・－     | خ            | X          | －・・－ | ص            | Ä          | ・－・－     | ک            | K          | －・－   |
| ب            | B          | －・・・ | د            | D          | －・・   | ض            | É          | ・・－・・   | گ            | Q          | －－・－ |
| پ            | P          | ・－－・ | ذ            | V          | ・・・－ | ط            | U          | ・・－       | ل            | L          | ・－・・ |
| ت            | T          | －       | ر            | R          | ・－・   | ظ            | Y          | －・－－     | م            | M          | －－     |
| ث            | C          | －・－・ | ز            | Z          | －－・・ | ع            | O          | －－－       | ن            | N          | －・     |
| ج            | J          | ・－－－ | ژ            | G          | －－・   | غ            | Ü          | ・・－－     | و            | W          | ・－－   |
| چ            | Ö          | －－－・ | س            | S          | ・・・   | ف            | F          | ・・－・     | ه            | E          | ・       |
| ح            | H          | ・・・・ | ش            | Š          | －－－－ | ق            |            | ・・・－－－ | ی            | I          | ・・     |

### 中国語
中国語では「電碼」と言う体系で、漢字一文字に4桁の数字が符号として割り当てられている。漢字を数字に符号化、また数字を漢字に復号する為の「標準電碼本（中国郵電部（現・情報産業部）、ISBN 7-115-04219-5）」というコードブックが存在する。

### 朝鮮語
朝鮮語（大韓民国）ではSKATS（英語: Standard Korean Alphabet Transliteration System、標準韓国語翻字体系）が採用されている。ハングルの字母に独自のコードを割り付けているため、アルファベットの音と全く一致しない。ㄱ= L、ㅅ= G、ㅎ= Jなど。下記に例を示す（一致しないことをわかりやすくするため字母に文化観光部2000年式のローマ字も併記する）。

#### ハングル
| 字母    | 転写 | 符号     | 字母     | 転写 | 符号     |
| ------- | ---- | -------- | -------- | ---- | -------- |
| ㄱ (g)  | L    | ・－・・ | ㅎ (h)   | J    | ・－－－ |
| ㄴ (n)  | F    | ・・－・ | ㅏ (a)   | E    | ・       |
| ㄷ (d)  | B    | －・・・ | ㅑ (ya)  | I    | ・・     |
| ㄹ (r)  | V    | ・・・－ | ㅓ (eo)  | T    | －       |
| ㅁ (m)  | M    | －－     | ㅕ (yeo) | S    | ・・・   |
| ㅂ (b)  | W    | ・－－   | ㅗ (o)   | A    | ・－     |
| ㅅ (s)  | G    | －－・   | ㅛ (yo)  | N    | －・     |
| ㅇ (ng) | K    | －・－   | ㅜ (u)   | H    | ・・・・ |
| ㅈ (j)  | P    | ・－－・ | ㅠ (yu)  | R    | ・－・   |
| ㅊ (ch) | C    | －・－・ | ㅡ (eu)  | D    | －・・   |
| ㅋ (k)  | X    | －・・－ | ㅣ (i)   | U    | ・・－   |
| ㅌ (t)  | Z    | －－・・ | ㅔ (e)   | Y    | －・－－ |
| ㅍ (p)  | O    | －－－   | ㅐ (ae)  | Q    | －－・－ |

## 電信以外の使用例

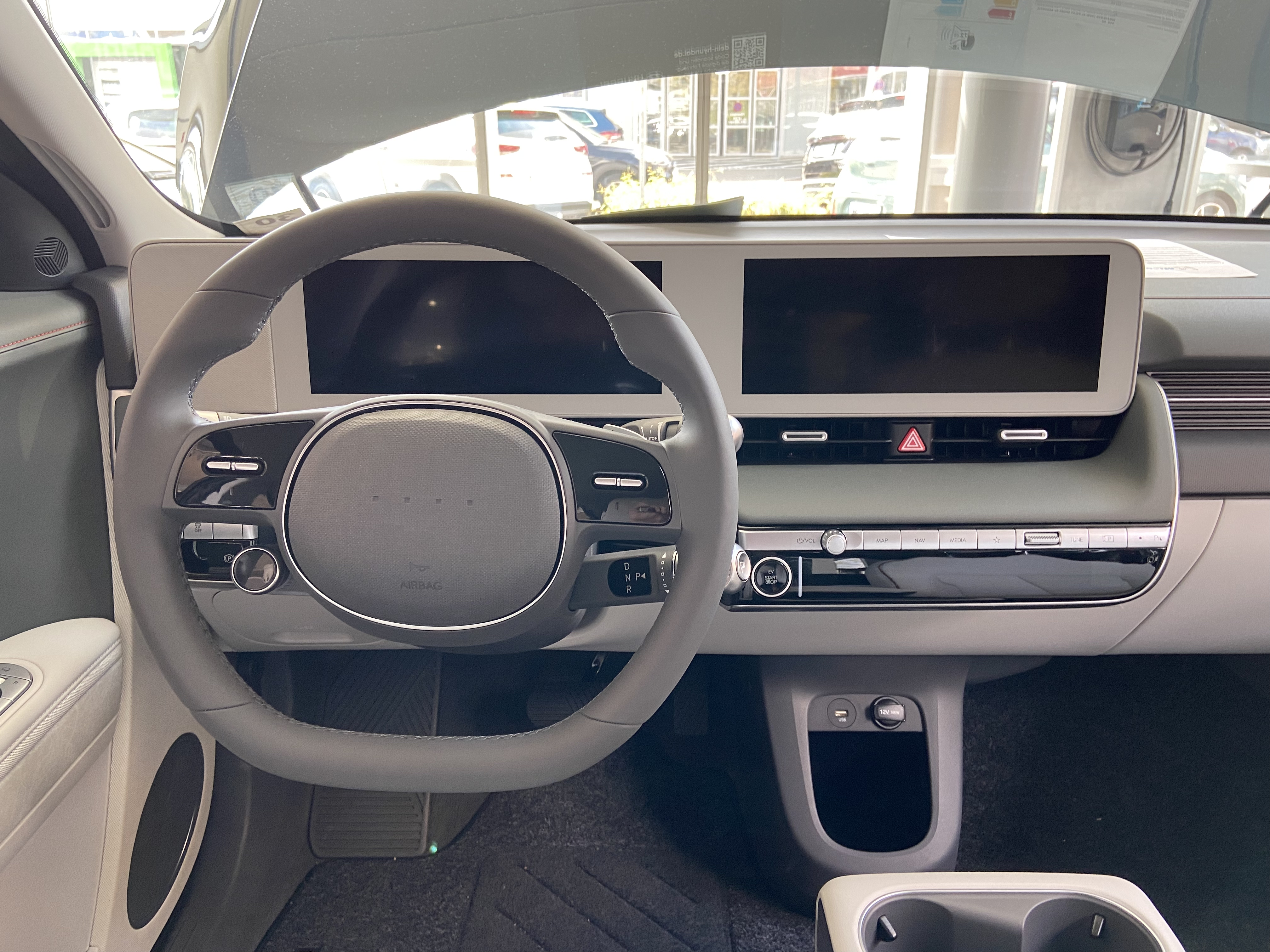
ヒョンデ・アイオニック5のステアリング。HyundaiのHをモールス符号化した4ドットがあしらわれている。

- ブランドの頭文字がモールス符号に変換され、ブランドロゴ等に使用されるケースが多数見られる。
  - ソフトバンクの携帯電話宛に電話を掛けると、呼出音の前に、SoftBankの「S」と同じ「・・・（プププ）」というソフトバンク呼び出し音が流れる。ワイモバイル（旧ウィルコム）のPHSでは、WILLCOMの「W」と同じ「・－－（ププープー）」である。
  - カカオトークでは、設定により通知時のバイブパターンをKakaoTalkの「K」と同じ「－・－」に変更することができる。
  - 信販会社の株式会社ライフ（現：ライフカード）のかつてのロゴは、LIFEのLのモールス符号をかたどった「・－・・」の記号を「LIFE」の文字の上にあしらっていたほか、CM末尾ではロゴの表示と伴にモールス符号（ププーププ）のサウンドステッカーを挿入していた。
  - 現代自動車の一部車種(アイオニックシリーズをはじめとする電気自動車など)は、他の車種であればステアリング中央に楕円に斜めHのCIエンブレムが入るところ｢H｣を意味する「・・・・」のデザインが入っている。
- テレビ局によっては、ニュース速報のIDとしてモールス符号を用いている。
  - ABCテレビ：「－・ ・ ・－－ ・・・」（旧:NEWS。2008年まで）
  - 名古屋テレビ：「－・ －・・・ －・」（現在:NBN[18]）
  - ※いずれもANN系列。